# Club Sportivo Desamparados
Il Club Sportivo Desamparados, o semplicemente Sportivo Desamparados, è una società calcistica argentina con sede nella città di San Juan, nella provincia omonima. Milita nel Torneo Argentino B, la quarta serie del calcio argentino.

## Storia
Il club venne fondato il 10 settembre 1919 da un gruppo di studenti della Quinta Agronómica. Denominarono il club Desamparados dal nome della piazza nella quale erano soliti riunirsi ed è anche un omaggio alla Virgin de los Desamparados.
Nel 2011 prevale nei playoff del Torneo Argentino A e accede allo spareggio promozione contro il San Martín di Tucumán, vincendo il quale viene promosso in Primera B Nacional. Nel 2012 viene nuovamente retrocesso in terza serie.

## Organico

### Calciatori in rosa 2014-2015
| N. |                      | Ruolo | Calciatore          |
| -- | -------------------- | ----- | ------------------- |
|    | Argentina (bandiera) | P     | Leonardo Avila      |
|    | Argentina (bandiera) | P     | Leandro Evangelisti |
|    | Argentina (bandiera) | D     | Pablo Borches       |
|    | Argentina (bandiera) | D     | Leonardo Castro     |
|    | Argentina (bandiera) | D     | Mauricio Del Cero   |
|    | Argentina (bandiera) | D     | Daniel O. Díaz      |
|    | Argentina (bandiera) | D     | Mario Reveco        |
|    | Argentina (bandiera) | D     | Fernando Fontana    |
|    | Argentina (bandiera) | D     | Lucas Rosales       |
|    | Argentina (bandiera) | D     | Federico Rosso      |
|    | Argentina (bandiera) | D     | Oscar Sainz         |
|    | Argentina (bandiera) | C     | Ignacio Anívole     |

| N. |                      | Ruolo | Calciatore        |
| -- | -------------------- | ----- | ----------------- |
|    | Argentina (bandiera) | C     | Franco Valori     |
|    | Argentina (bandiera) | C     | Gerardo Corvalán  |
|    | Argentina (bandiera) | C     | Carlos Lucero     |
|    | Argentina (bandiera) | C     | Martín Granero    |
|    | Argentina (bandiera) | C     | Hernán Lamberti   |
|    | Argentina (bandiera) | C     | Silvio Prieto     |
|    | Argentina (bandiera) | C     | Darío Rodriguez   |
|    | Argentina (bandiera) | C     | Tomas Salinas     |
|    | Argentina (bandiera) | A     | Gonzalo Parisi    |
|    | Argentina (bandiera) | A     | Santiago Ceballos |
|    | Argentina (bandiera) | A     | Pedro Terrero     |
|    | Argentina (bandiera) | A     | Santiago Davio    |

## Rose delle stagioni precedenti
- 2011-2012

## Palmarès

### Competizioni nazionali
- Torneo Argentino A: 1

2006
- Torneo Argentino B: 3

1995, 1997, 2004
- Torneo Federal B: 1

2016